# Alfabetyczny morderca
Alfabetyczny morderca (ang. Alphabet Killer) – pseudonim nadany niezidentyfikowanemu seryjnemu mordercy, który zamordował na początku lat 70. XX wieku, w okolicach Rochester w stanie Nowy Jork, trzy dziewczynki. Zabójca zawdzięcza swój pseudonim temu, że imię i nazwisko każdej dziewczynki zaczynało się na tę samą literę i – co więcej – również nazwy miejscowości, w których znaleziono ich zwłoki, zaczynały się na tę samą literę.

## Ofiary
| Lp. | Ofiara          | Wiek | Data              | Miejsce znalezienia zwłok        |
| --- | --------------- | ---- | ----------------- | -------------------------------- |
| 1.  | Carmen Colon    | 11   | 16 listopada 1971 | Churchville, 12 mil od Rochester |
| 2.  | Wanda Walkowicz | 11   | 2 kwietnia 1973   | Webster, 7 mil od Rochester      |
| 3.  | Michelle Maenza | 10   | 26 listopada 1973 | Macedon, 15 mil od Rochester     |

## Podejrzani
Jednym z głównych podejrzanych o popełnienie morderstw był stryj Carmen Colon, jednak gdy ten popełnił samobójstwo w 1991, śledztwo w jego sprawie zostało umorzone. Inny mężczyzna, który również zginął śmiercią samobójczą 6 tygodni po ostatnim porwaniu, został wyeliminowany z kręgu podejrzanych dzięki analizie DNA jego szczątków w 2007. Jako sprawców wskazuje się również seryjnych morderców – duet: Kenneth Bianchi i Angelo Buono (zwani też Dusicielami z Hillside) – obaj mieszkali wówczas w Rochester, jednak nigdy nie zostali oskarżeni o dokonanie tych morderstw.